# Linia Sierpuchowsko-Timiriaziewskaja
Linia Sierpuchowsko-Timiriaziewskaja (ros. Серпуховско-Тимирязевская линия) – linia metra moskiewskiego otwarta 4 listopada 1983 roku. Jej długość wynosi 41,2 km, liczy 25 stacji, a przejazd zajmuje około 63 minuty. Biegnie z południa na północ. Na mapie oznaczana numerem 9 i szarym kolorem. Jest to druga, po linii Arbacko-Pokrowskiej, najdłuższa linia metra w Moskwie. Jednocześnie jest to drugi na świecie (a pierwszy w Europie) najdłuższy tunel metra.

## Rozwój

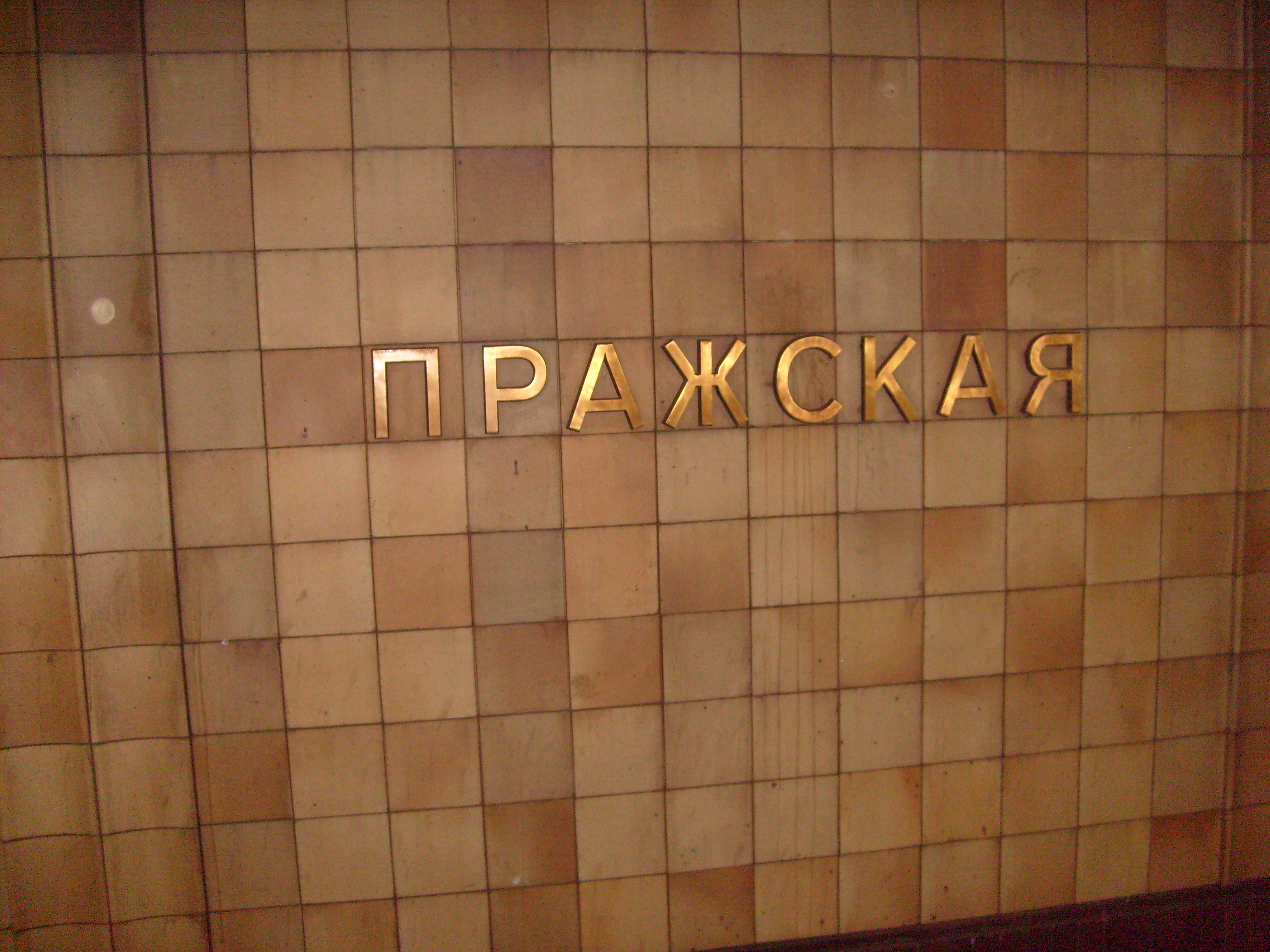
Nazwa stacji Prażskaja

Projekt linii biegnącej z północy na południe powstał w 1971 roku, a już w połowie lat 70. rozpoczęto jego budowę. Pierwszy odcinek otwarto w 1983 roku na południe od linii okrężnej. Podczas budowy zastosowano wiele nowych metod konstrukcyjnych m.in. mrożenie podczas budowy w wodonośnych warstwach gleby, wiercenia w celu usunięcia oparów paliw na odcinku Sierpuchowskaja - Tulskaja (ze stacji paliw na powierzchni przez wiele lat wsiąkały benzyny). W 1985 roku przedłużono linię do stacji Prażskaja (odcinek budowany przez czechosłowackich inżynierów - w zamian rosyjscy budowali odcinek ze stacją Moskevská dla praskiego metra). W połowie lat 80. rozpoczęto kopanie głębokich odcinków pod centrum. Wtedy powstała m.in. stacja Borowickaja pozwalająca na przejście aż na 3 inne linie. W latach 90. dalszy rozwój na północ przeciął linię z trzema ważnymi szlakami kolejowymi, a krańcowe stacje stały się najbardziej wysuniętymi na północ w systemie metra. W tym etapie powstała też jedyna głęboka stacja jednonawowa w Moskwie: Timiriazewskaja. Po 2000 roku wydłużono linię na południe (do czasu powstania linii Butowskiej były to najbardziej wysunięte na południe stacje). Powstała tutaj też pierwsza stacja poza obwodnicą MKAD.

## Odcinki

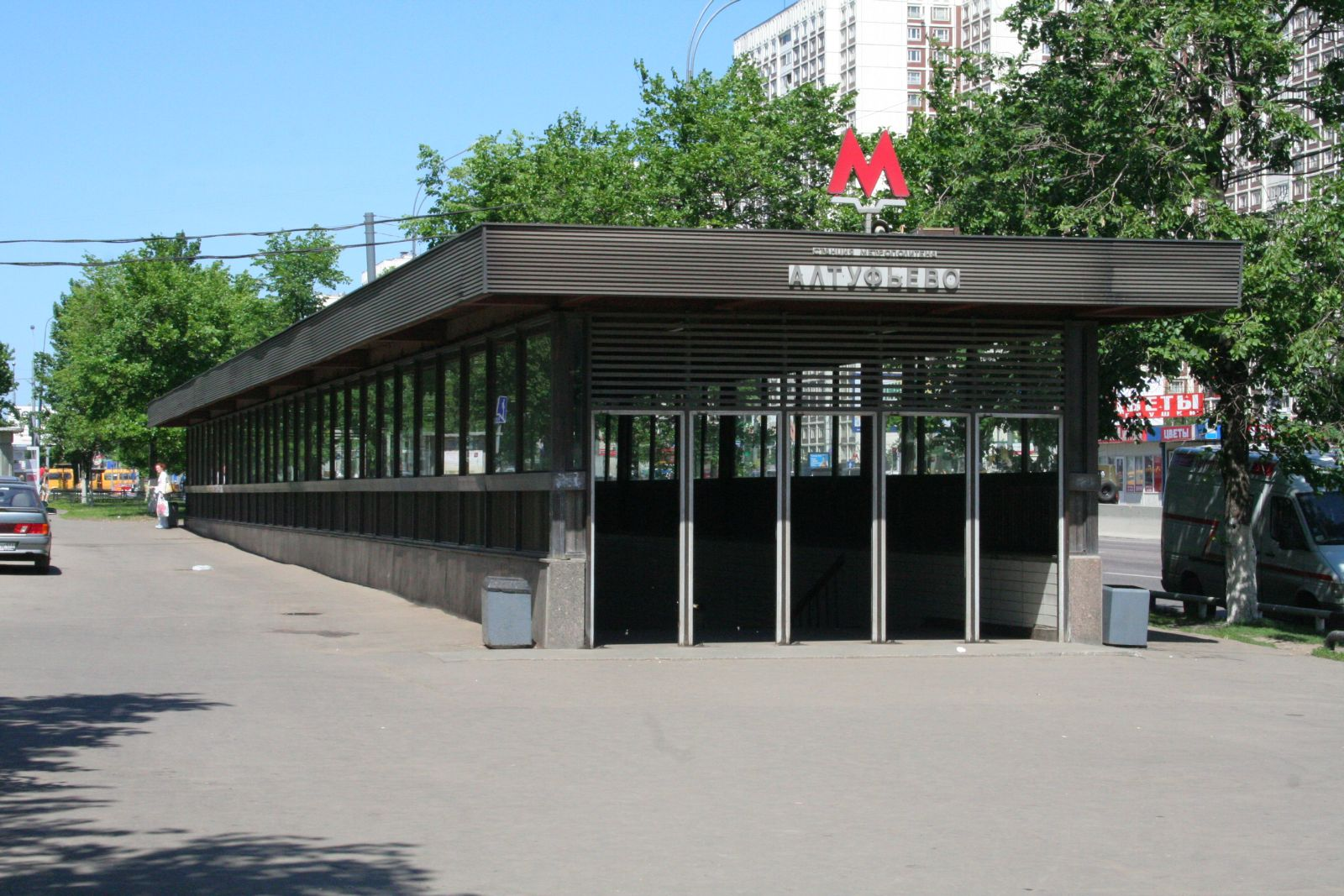
Ałtufjewo - wejście

Budowa linii zaczęła się w latach 70.
Poszczególne odcinki były otwierane w kolejności:
- 4 listopada 1983 - Sierpuchowskaja - Jużnaja (13,0 km, 8 stacji)
- 6 listopada 1985 - Jużnaja - Prażskaja (1,1 km, 1 stacja)
- 25 stycznia 1986 - Sierpuchowskaja - Borowickaja (2,8 km, 2 stacje)
- 31 grudnia 1987 - Borowickaja - Czechowskaja (1,6 km, 1 stacja)
- 31 grudnia 1988 - Czechowskaja - Sawielowskaja (4,2 km, 3 stacje)
- 1 marca 1991 - Sawielowskaja - Otradnoje (8,5 km, 5 stacji)
- 31 grudnia 1992 - Otradnoje - Bibiriewo (2,6 km, 1 stacja)
- 15 lipca 1994 - Bibiriewo - Ałtufjewo (2,0 km, 1 stacja)
- 31 sierpnia 2000 - Prażskaja - Ulica Akademika Jangiela (2,0 km, 1 stacja)
- 12 grudnia 2001 - Ulica Akademika Jangiela - Annino (1,4 km, 1 stacja)
- 25 grudnia 2002 - Annino - Bulwar Dmitrija Donskogo (2,0 km, 1 stacja)

Linia jest obsługiwana przez zajezdnie - Tcz-8 Warszawskoje (ТЧ-8 «Варшавское») od 1983 roku  i Tcz-14 Władykino (ТЧ-14 «Владыкино») od 1991.

## Lista stacji
| #  | Nazwa (cyrylica)         | Nazwa (trb. łacińska)     | Otwarcie | Możliwe przesiadki (linia)                            | Możliwe przesiadki (stacja)                              |
| -- | ------------------------ | ------------------------- | -------- | ----------------------------------------------------- | -------------------------------------------------------- |
| 1  | Алтуфьево                | Ałtufjewo                 | 1994     | –                                                     | –                                                        |
| 2  | Бибирево                 | Bibiriewo                 | 1992     | –                                                     | –                                                        |
| 3  | Отрадное                 | Otradnoje                 | 1991     | –                                                     | –                                                        |
| 4  | Владыкино                | Władykino                 | 1991     | Moskiewski pierścień centralny                        | Władykino                                                |
| 5  | Петровско-Разумовская    | Pietrowsko-Razumowskaja   | 1991     | Lublinsko-Dmitrowskaja                                | Pietrowsko-Razumowskaja                                  |
| 6  | Тимирязевская            | Timiriaziewskaja          | 1991     | Moskiewska kolej jednoszynowa Biełorussko-Sawiołowska | Timiriaziewskaja Timiriaziewskaja                        |
| 7  | Дмитровская              | Dmitrowskaja              | 1991     | Kursko-Riżska                                         | Dmitrowskaja                                             |
| 8  | Савёловская              | Sawiołowskaja             | 1988     | Bolszaja Kolcewaja Biełorussko-Sawiołowska            | Sawiołowskaja Sawiołowskaja                              |
| 9  | Менделеевская            | Miendielejewskaja         | 1988     | Kolcewaja                                             | Nowosłobodskaja                                          |
| 10 | Цветной бульвар          | Cwietnoj bulwar           | 1988     | Lublinsko-Dmitrowskaja                                | Trubnaja                                                 |
| 11 | Чеховская                | Czechowskaja              | 1987     | Zamoskworieckaja Tagansko-Krasnopriesnienskaja        | Twierskaja Puszkinskaja                                  |
| 12 | Боровицкая               | Borowickaja               | 1986     | Sokolniczeskaja Arbatsko-Pokrowskaja Filowskaja       | Bibliotieka imieni Lenina Arbatskaja Aleksandrowskij Sad |
| 13 | Полянка                  | Polanka                   | 1986     | –                                                     | –                                                        |
| 14 | Серпуховская             | Sierpuchowskaja           | 1983     | Kolcewaja                                             | Dobryninskaja                                            |
| 15 | Тульская                 | Tulskaja                  | 1983     | –                                                     | –                                                        |
| 16 | Нагатинская              | Nagatinskaja              | 1983     | Moskiewski pierścień centralny                        | Wierchnije Kotły                                         |
| 17 | Нагорная                 | Nagornaja                 | 1983     | –                                                     | –                                                        |
| 18 | Нахимовский проспект     | Nachimowskij prospiekt    | 1983     | –                                                     | –                                                        |
| 19 | Севастопольская          | Siewastopolskaja          | 1983     | Bolszaja Kolcewaja                                    | Kachowskaja                                              |
| 20 | Чертановская             | Czertanowskaja            | 1983     | –                                                     | –                                                        |
| 21 | Южная                    | Jużnaja                   | 1983     | –                                                     | –                                                        |
| 22 | Пражская                 | Prażskaja                 | 1985     | –                                                     | –                                                        |
| 23 | Улица Академика Янгеля   | Ulica Akadiemika Jangiela | 2000     | –                                                     | –                                                        |
| 24 | Аннино                   | Annino                    | 2001     | –                                                     | –                                                        |
| 25 | Бульвар Дмитрия Донского | Bulwar Dmitrija Donskogo  | 2002     | Butowskaja                                            | Ulica Starokaczałowskaja                                 |

## Galerie

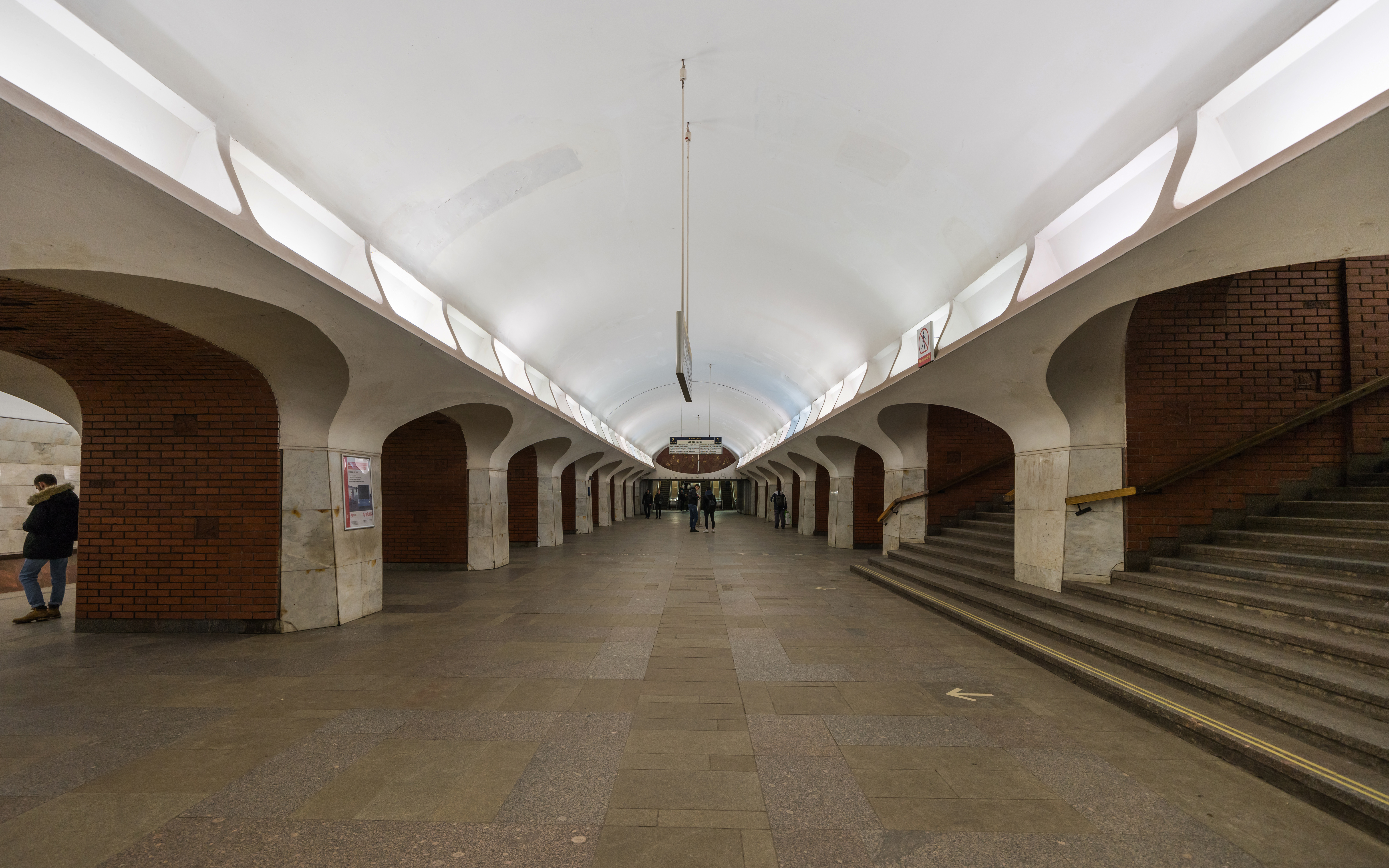
Stacja Borowickaja
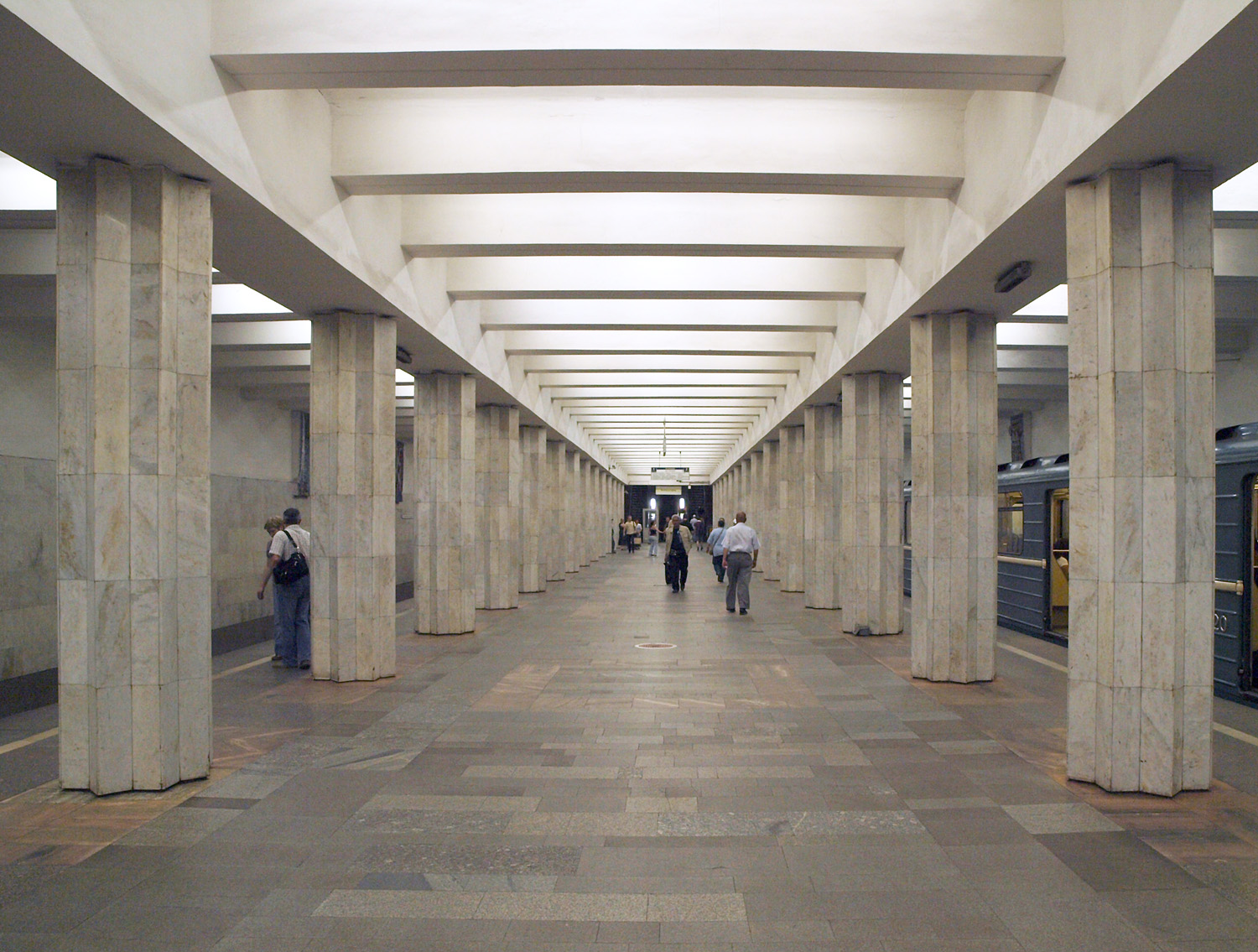
Stacja Sewastopolskaja